# بیل وحشی
بیل وحشی (انگلیسی: Wild Bill) فیلمی در ژانر اکشن، زندگینامه‌ای و وسترن به کارگردانی والتر هیل است که در سال ۱۹۹۵ منتشر شد.

## خلاصه فیلم
این فیلم زندگی کلانتر مشهور غرب وحشی، وایلد بیل هیکاک را زیر ذره‌بین قرار می‌دهد …